# خوسيه لويس سييرا كابريرا
خوسيه لويس سييرا كابريرا (بالإسبانية: José Luis Sierra)‏ (24 يونيو 1997 بسانتياغو في تشيلي - ) هو لاعب كرة قدم تشيلي في مركز الهجوم. لعب مع يونيون إسبانيولا.

## وصلات خارجية
- خوسيه لويس سييرا كابريرا على موقع قاعدة بيانات كرة القدم.إي يو (الإنجليزية)
- خوسيه لويس سييرا كابريرا على موقع Soccerway.com (الإنجليزية)
- خوسيه لويس سييرا كابريرا على موقع عالم كرة القدم.نت (الإنجليزية)